# Franco Di Santo
Franco Matías Di Santo (Mendoza, 7 aprile 1989) è un ex calciatore argentino con passaporto italiano, di ruolo attaccante.

## Carriera

### Club
Cresciuto calcisticamente in Cile nell'Audax Italiano, dove si mette in evidenza segnando sia in campionato, sia in Copa Libertadores che in Copa Sudamericana. Il 25 gennaio 2008 viene prelevato dal Chelsea per 7 milioni di dollari circa. Durante i primi mesi di permanenza a Londra viene aggregato alla squadra riserve con cui realizza 7 gol in 8 partite.
Nella stagione 2008-2009 diviene a tutti gli effetti un componente della prima squadra del Chelsea, nonostante il tecnico Felipe Scolari avesse dichiarato, durante la preparazione estiva, di ritenerlo ancora acerbo per farne parte.
Il 3 agosto 2009 passa al Blackburn in prestito semestrale con la possibilità a gennaio di estendere il prestito fino a fine campionato.
Il 2 settembre 2010 viene ceduto a parametro zero al Wigan firmando un contratto triennale. Il 30 giugno 2013 rimane svincolato, dopo che il Wigan decide di non rinnovare il suo contratto.
Il 14 agosto 2013 firma un accordo di tre anni con i tedeschi del Werder Brema.
Il 25 luglio 2015 l'attaccante argentino rescinde il suo contratto con il club bianco-verde e firma un quadriennale con lo Schalke 04. L'8 agosto seguente, all'esordio con la nuova maglia, segna il suo primo gol con il club di Gelsenkirchen, nella vittoria per 5-0 contro il Duisburg in DFB Pokal. Nella seconda porzione della stagione 2015-2016, il giocatore comincia ad essere relegato ai margini del team, e tra infortuni e mancate convocazioni arriva a perdere l'istinto del gol.
Torna al gol il 24 ottobre 2017, nella partita di coppa di Germania contro il Wehen.

### Nazionale
Il 14 novembre del 2012 esordisce con la nazionale argentina, nell'amichevole pareggiata per 0-0 contro l'Arabia Saudita.
Nell'estate del 2014 è stato inserito nella lista dei pre-convocati per il Campionato mondiale in Brasile, senza però rientrare nella lista definitiva.

## Statistiche

### Presenze e reti nei club
Statistiche aggiornate al 7 marzo 2019.
| Stagione              | Squadra               | Campionato            | Campionato | Campionato | Coppe nazionali | Coppe nazionali | Coppe nazionali | Coppe europee | Coppe europee | Coppe europee | Altre coppe | Altre coppe | Altre coppe | Totale | Totale |
| Stagione              | Squadra               | Comp                  | Pres       | Reti       | Comp            | Pres            | Reti            | Comp          | Pres          | Reti          | Comp        | Pres        | Reti        | Pres   | Reti   |
| --------------------- | --------------------- | --------------------- | ---------- | ---------- | --------------- | --------------- | --------------- | ------------- | ------------- | ------------- | ----------- | ----------- | ----------- | ------ | ------ |
| 2005-2006             | Audax Italiano        | PD                    | 0          | 0          | -               | -               | -               | -             | -             | -             | -           | -           | -           | 0      | 0      |
| 2006-2007             | Audax Italiano        | PD                    | 24         | 7          | -               | -               | -               | -             | -             | -             | -           | -           | -           | 24     | 7      |
| 2007-2008             | Audax Italiano        | PD                    | 37         | 7          | -               | -               | -               | CS            | 3             | 0             | -           | -           | -           | 40     | 7      |
| Totale Audax Italiano | Totale Audax Italiano | Totale Audax Italiano | 61         | 14         |                 |                 |                 |               | 3             | 0             |             |             |             | 64     | 14     |
| 2008-2009             | Chelsea               | PL                    | 8          | 0          | FACup+CdL       | 3+2             | 0               | UCL           | 3             | 0             | -           | -           | -           | 16     | 0      |
| 2009-2010             | Blackburn             | PL                    | 22         | 1          | FACup+CdL       | 1+1             | 0               | -             | -             | -             | -           | -           | -           | 24     | 1      |
| 2010-2011             | Wigan                 | PL                    | 25         | 1          | FACup+CdL       | 2+2             | 0               | -             | -             | -             | -           | -           | -           | 29     | 1      |
| 2011-2012             | Wigan                 | PL                    | 32         | 7          | FACup+CdL       | 1+0             | 0               | -             | -             | -             | -           | -           | -           | 33     | 7      |
| 2012-2013             | Wigan                 | PL                    | 35         | 5          | FACup+CdL       | 0               | 0               | -             | -             | -             | -           | -           | -           | 35     | 5      |
| Totale Wigan          | Totale Wigan          | Totale Wigan          | 92         | 13         |                 | 5               | 0               |               |               |               |             |             |             | 97     | 13     |
| 2013-2014             | Werder Brema          | BL                    | 23         | 4          | CG              | 0               | 0               | -             | -             | -             | -           | -           | -           | 23     | 4      |
| 2014-2015             | Werder Brema          | BL                    | 26         | 13         | CG              | 2               | 1               | -             | -             | -             | -           | -           | -           | 28     | 14     |
| Totale Werder Brema   | Totale Werder Brema   | Totale Werder Brema   | 49         | 17         |                 | 2               | 1               |               |               |               |             |             |             | 51     | 18     |
| 2015-2016             | Schalke 04            | BL                    | 25         | 2          | CG              | 2               | 1               | UEL           | 7             | 5             | -           | -           | -           | 34     | 8      |
| 2016-2017             | Schalke 04            | BL                    | 12         | 0          | CG              | 1               | 0               | UEL           | 2             | 0             | -           | -           | -           | 15     | 0      |
| 2017-2018             | Schalke 04            | BL                    | 30         | 3          | CG              | 3               | 1               | -             | -             | -             | -           | -           | -           | 33     | 4      |
| 2018-gen. 2019        | Schalke 04            | BL                    | 4          | 0          | CG              | 0               | 0               | UCL           | 1             | 0             | -           | -           | -           | 5      | 0      |
| Totale Schalke 04     | Totale Schalke 04     | Totale Schalke 04     | 71         | 5          |                 | 6               | 2               |               | 10            | 5             |             |             |             | 87     | 12     |
| gen.-giu. 2019        | Rayo Vallecano        | PD                    | 6          | 0          | CR              | 0               | 0               | -             | -             | -             | -           | -           | -           | 6      | 0      |
| Totale carriera       | Totale carriera       | Totale carriera       | 290        | 49         |                 | 20              | 2               |               | 16            | 5             |             | -           | -           | 323    | 56     |

### Presenze e reti in nazionale
| Cronologia completa delle presenze e delle reti in nazionale ― Argentina | Cronologia completa delle presenze e delle reti in nazionale ― Argentina | Cronologia completa delle presenze e delle reti in nazionale ― Argentina | Cronologia completa delle presenze e delle reti in nazionale ― Argentina | Cronologia completa delle presenze e delle reti in nazionale ― Argentina | Cronologia completa delle presenze e delle reti in nazionale ― Argentina | Cronologia completa delle presenze e delle reti in nazionale ― Argentina | Cronologia completa delle presenze e delle reti in nazionale ― Argentina |
| Data                                                                     | Città                                                                    | In casa                                                                  | Risultato                                                                | Ospiti                                                                   | Competizione                                                             | Reti                                                                     | Note                                                                     |
| ------------------------------------------------------------------------ | ------------------------------------------------------------------------ | ------------------------------------------------------------------------ | ------------------------------------------------------------------------ | ------------------------------------------------------------------------ | ------------------------------------------------------------------------ | ------------------------------------------------------------------------ | ------------------------------------------------------------------------ |
| 14-11-2012                                                               | Riyad                                                                    | Arabia Saudita                                                           | 0 – 0                                                                    | Argentina                                                                | Amichevole                                                               | -                                                                        | 46’                                                                      |
| 6-2-2013                                                                 | Stoccolma                                                                | Svezia                                                                   | 2 – 3                                                                    | Argentina                                                                | Amichevole                                                               | -                                                                        | 90’                                                                      |
| 26-3-2013                                                                | La Paz                                                                   | Bolivia                                                                  | 1 – 1                                                                    | Argentina                                                                | Qual. Mondiali 2014                                                      | -                                                                        | 86’                                                                      |
| Totale                                                                   |                                                                          | Presenze                                                                 | 3                                                                        |                                                                          | Reti                                                                     | 0                                                                        |                                                                          |

## Palmarès
- Coppa d'Inghilterra: 2

Chelsea: 2008-2009
Wigan: 2012-2013